# Software Defined Defence
Software Defined Defence (SDD) verfolgt das Ziel, auf Grundlage einer offenen, modularen IT-Architektur die Vorteile von moderner Software, insbesondere die Flexibilität und Agilität, für verschiedene militärische Zwecke nutzbar zu machen.

## Allgemeines
Militärische Systeme mit ihren zum Teil umfangreichen Softwareanteilen gelten oft als technisch isolierte monolithische Fähigkeitsträger. Weiterentwicklungen von proprietären Informationstechnologien oder deren Integration in moderne Systeme und Netzwerke sind nur mit großem Aufwand möglich. Denn die Entwicklungszyklen der Hard- und Software richten sich primär an großen Fähigkeitsträgern bzw. klassischen Waffensystemen aus, also Panzern, Schiffen oder Flugzeugen. Das bedeutet, dass unter diesen Bedingungen kürzere und dynamische Softwarezyklen kaum möglich sind.
In der Informationstechnik bildet Software mit kurzen Entwicklungszyklen, flexibler Anpassungsfähigkeit und Skalierbarkeit zunehmend die Grundlage nicht nur für zivile Anwendungen und Fähigkeiten, sondern auch für militärische. Digitale militärische Fähigkeiten sind eine wesentliche Grundvoraussetzung für Multi-Domain Operations. Bei Multi-Domain Operations sollen Streitkräfte wie z. B. die Bundeswehr durch gezielt aufeinander abgestimmtes Zusammenwirken von militärischen Fähigkeiten, auch zusammen mit Streitkräften eines Bündnisses wie z. B. der NATO, in allen Dimensionen und Einsatzumgebungen die erforderlichen Wirkungen auf dem Gefechtsfeld erzielen. Dazu ist die Nutzung von verschiedenen digitalen Technologien unerlässlich.
Diese Form der digitalisierten Kriegsführung erfordert eine Vernetzung aller eingesetzten Systeme. D.h., alle Plattformen und Waffensysteme sind interoperabel über digitale Netzwerke miteinander verbunden und können zielgerichtet Daten austauschen. Für das Bestehen in einem digitalisierten Gefechtsfeld ist daher eine schnelle Übertragung von teilweise auch großen Datenmengen und auf Interoperabilität ausgerichtete Führungsfähigkeit elementar. Erfolgreiches militärisches Handeln setzt voraus, eine Masse von Daten und Informationen aus einem Verbund verschiedener Quellen (u. a. Sensoren, Plattformen und Waffensystemen) zu erfassen, auszuwerten und auf dieser Basis Entscheidungen treffen zu können.

## Entwicklungsprinzip
Software Defined Defence (SDD) ist ein Leitprinzip für die Entwicklung von militärischen Fähigkeiten, das auf einer grundlegenden, übergreifenden Architektur basiert und ein geändertes Verhältnis von Plattformen und Software herstellt. Dieser Paradigmenwechsel führt zu einem neuen Konstruktionsansatz. Die bisherige Konzentration auf Hardware (im Sinne von Plattformen und Waffensystemen) wird durch eine stärkere Fokussierung auf Software und Daten ergänzt. Software soll als Fähigkeit getrennt von der Plattform entwickelt werden. Künstliche Intelligenz als spezielle Software ist dabei explizit eingeschlossen.
Mit Hilfe von SDD verlagert sich die Bereitstellung von Fähigkeiten von der „Plattform“ in Richtung „Software“ und zum „Netzwerk“. Fähigkeitsverbesserungen können durch Software-Updates kontinuierlich auf alle Plattformen übertragen werden. Dieses Vorgehen ist vergleichbar mit modernen Smartphones, auf denen unterschiedliche Fähigkeiten als Applikationen bereitgestellt werden. Durch Nutzung einer offenen Architektur lassen sich die Entwicklung von militärischer Hardware, Software sowie die Bereitstellung von Daten in gewissen Grenzen entkoppeln.
Ein neues Software-Release kann zukünftig ohne umfassende Anpassung einzelner Waffensysteme und Plattformen oder den Austausch von Hardwareanteilen erfolgen. SDD kann daher auch als eine Umsetzung oder Voraussetzung eines „Military Internet of Things“ angesehen werden.
Für die Integrationsfähigkeit von Software in unterschiedlichen militärischen Plattformen und Systemen sollen offene Architekturen geschaffen und genutzt werden. Interoperabilität und Skalierbarkeit auf Grundlage von Cloud-Technologien gelten dabei als erfolgskritische Faktoren. Somit lassen sich Leistungssteigerungen und neue Fähigkeiten auch in bereits bestehenden Plattformen erreichen, z. B. durch ein besseres Zusammenwirken von Sensoren und Effektoren über ein modulares System mit definierten Schnittstellen. Der Begriff der Plattform ist dabei weit gefasst. So zählen z. B. Funkgeräte, klassische Rechenzentren, Waffensysteme wie eine Panzerhaubitze oder auch ferngesteuerte Aufklärungsdrohnen dazu.

## Gemeinsame Position des BMVg und der deutschen Industrie
Bei der Bundeswehr soll Software Defined Defence als ein grundsätzliches Leitprinzip für die Entwicklung von softwarebasierten Fähigkeiten etabliert werden. Das Bundesministerium der Verteidigung, der Bundesverband der Deutschen Sicherheits- und Verteidigungsindustrie (BDSV), der Bundesverband der Deutschen Luft- und Raumfahrtindustrie (BDLI) und der Bundesverband Informationswirtschaft, Telekommunikation und neue Medien (Bitkom) beschäftigen sich im Rahmen eines ständigen strategischen Industriedialogs mit dem Thema.
Mit der Digitalisierungsplattform des BMVg existiert bereits eine Grundlage, um Rüstungs- und Planungsprozesse anzusteuern und auszugestalten. Neben den Plattformen und einer agilen Softwareentwicklung sollen auch Sicherheitsaspekte sowie wirtschaftliche und rechtliche Fragestellungen einbezogen werden. Diese Arbeit ist noch nicht abgeschlossen, sondern wird in verschiedenen Arbeitsgruppen fortgesetzt.
Wann die im Positionspapier beschriebene Transformation umgesetzt und SDD final für die Bundeswehr operationalisiert sein wird, ist noch offen. Auch die NATO und andere Nationen haben SDD als zukunftsweisend erkannt. Entsprechende Arbeiten wurden initiiert und sind unterschiedlich weit fortgeschritten.